# Villa Ludovisi

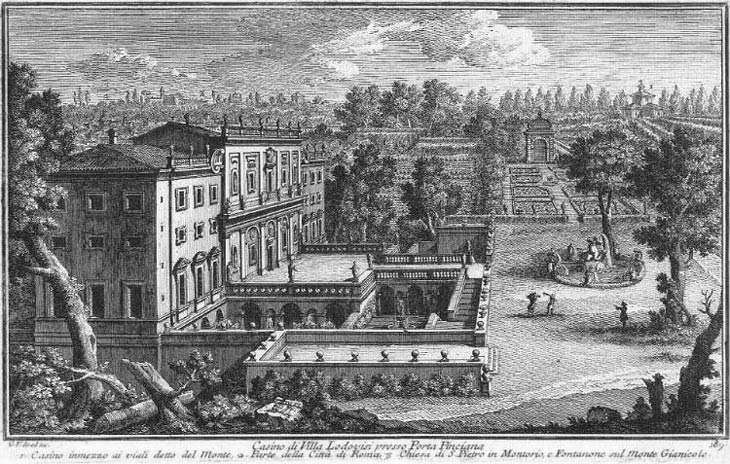
Giuseppe Vasi 1761. Palazzo Grande di Villa Ludovisi – Im Hintergrund rechts: das heute noch bestehende Casino dell’Aurora.

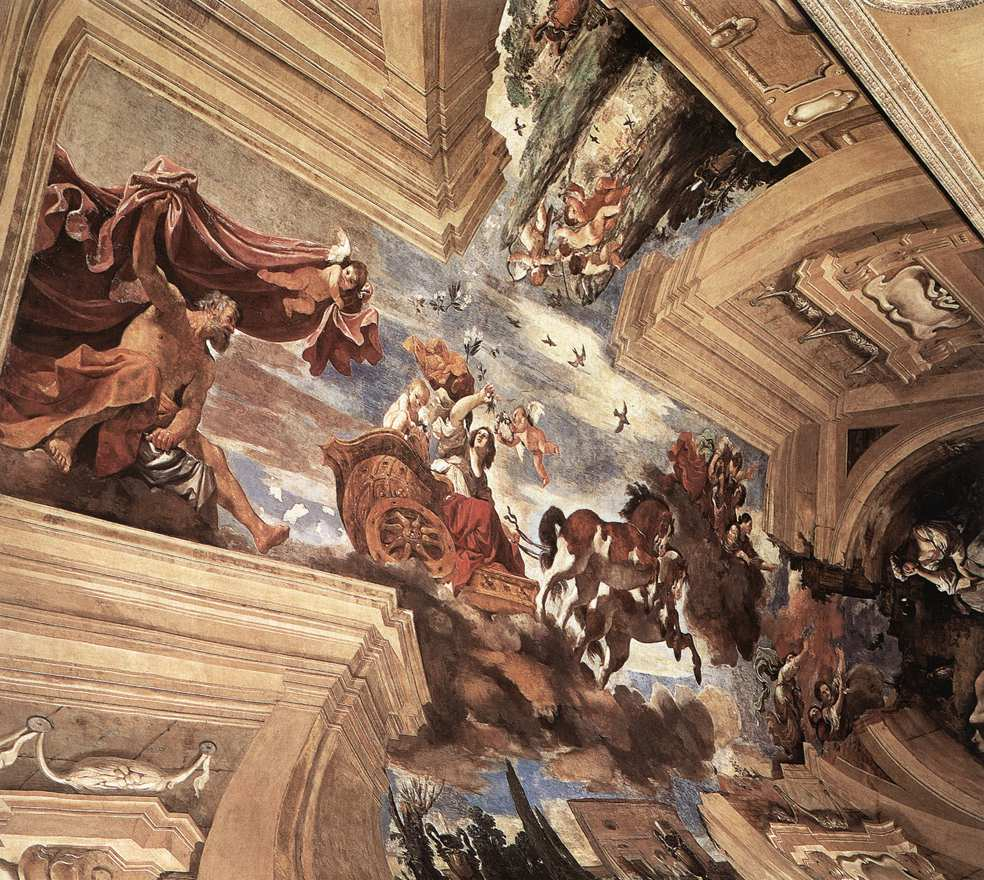
Guercinos Deckenfresko der Aurora (1621) im Casino dell’Aurora.

Die Villa Ludovisi war eine Gartenanlage in Rom. Sie lag im heutigen Stadtgebiet Ludovisi. Erbaut wurde die Villa Ludovisi im 17. Jahrhundert auf dem Gebiet, wo einst die Horti Sallustiani zwischen der Porta Pinciana und der Porta Salaria lagen.
Erhalten geblieben sind der Palazzo Grande, der Teil der US-Botschaft ist, und das sogenannte Casino dellʼAurora Ludovisi, das seinen Namen einem berühmten Deckenfresko von Guercino mit einer Darstellung der Göttin Aurora (1621) verdankt. Das letztere Gebäude sollte nicht verwechselt werden mit dem ebenfalls – nach einem Deckenbild (1614) von Guido Reni – als Casino dell’Aurora bekannten Gartenhaus des Palazzo Pallavicini Rospigliosi.

## Villa Del Monte
Den Kern der Villa bildete eine Anlage in der Nähe der Porta Pinciana, die am Ende des 16. Jahrhunderts als Landhaus für die Erholung des Kardinals Francesco Maria Bourbon del Monte vorgesehen war. Hauptgebäude dieser Anlage war das später als Casino dellʼAurora bekannte Gebäude. Dort bemalte um 1597 Caravaggio die Decke im Alchemie-Kabinett des Kardinals mit einer Darstellung von Jupiter, Neptun und Pluto – dem einzigen Deckengemälde im Schaffen dieses Künstlers (Abb. unten).

## Ludovico Ludovisi
Am 15. Februar 1621, gerade einmal sechs Tage nach seiner Inthronisation, ernannte Papst Gregor XV., geboren als Alessandro Ludovisi, seinen Neffen Ludovico Ludovisi (damals 26 Jahre alt) zum Kardinal. Noch im selben Jahr erwarb dieser von Kardinal Del Monte das Gut mit Haus und Casino bei Porta Pinciana. Ludovico beauftragte Guercino mit zwei Deckenmalereien: die seinerzeit als bahnbrechend empfundene Aurora im Hauptsalon des Erdgeschosses und eine Darstellung der Fama in der oberen Etage. Die übrigen Fresken des Casino wurden von Domenichino, Giovambattista Viola und Paul Bril geschaffen.

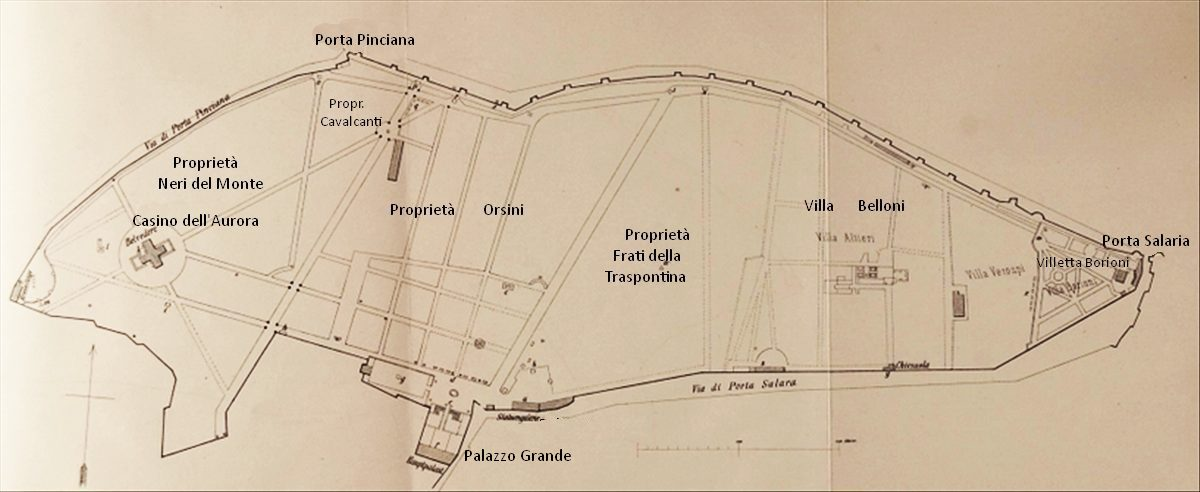
Componente der Villa Ludovisi (aus Schreiber).

Im Februar 1622 erwarb Ludovico Ludovisi außerdem die Villa der Orsinis und erweiterte somit seinen Besitz in Richtung Osten. Er beauftragte Domenichino mit der Restaurierung eines existierenden Gebäudes, das später als Palazzo Grande Ludovisi bekannt wurde. Auch die Gartenanlagen wurden von Domenichino gestaltet und ein Pavillon für die Aufstellung verschiedener Statuen wurde errichtet.
Ludovico Ludovisi war ein Förderer der Künste sowie ein eifriger Sammler von Gemälden und antiken Skulpturen. In seiner Funktion als Camerlengo (Verwalter des kirchlichen Besitzes) versuchte er die Zerstörung der antiken Denkmäler zu bremsen, die quasi als Steingruben für die neuen Paläste und Kirchen missbraucht wurden. Die Ludovisi-Kollektion war im Hauptgebäude, dem Palazzo Grande, heute Teil der US-amerikanischen Botschaft, und in den Gärten ausgestellt. Sie wurde berühmt und zog illustre Besucher aus ganz  Europa an. Der französische Schriftsteller Stendhal beschrieb 1828 die Gartenanlage als einer der schönsten Anlagen, die es in seiner Zeit gab.

## Die Schätze

Caravaggios Deckengemälde Jupiter, Neptun und Pluto im ehemaligen Alchemiekabinett des Kardinal del Monte, Casino dell’Aurora

In kurzer Zeit hatte Kardinal Ludovisi eine beachtliche Sammlung von Gemälden, Skulpturen und Bronzen zusammengetragen: 216 Statuen, 94 Köpfe und Büsten, 21 Säulen, vier Sarkophage, 19 Vasen, wie ein Inventar aus dem Jahr 1633 aufzählt. Zu den Kunstwerken dieser Sammlung gehörte unter anderem der Raub der Persephone von Gian Lorenzo Bernini. 1622 erwarb er die Prachtstücke aus dem Skulpturengarten des Kardinals Federico Cesi. Darunter war der weibliche Kolossalkopf (1,2 Meter hoch) der sogenannten Juno Ludovisi. Im 18. Jahrhundert und frühen 19. Jahrhundert wurde der Marmorkopf zu einer Art Idol der Kunstverehrung deutscher Dichter und Denker, die zur Villa Ludovisi pilgerten und den dort am Eingang aufgestellten Marmorkopf bewunderten. Goethe war von ihm äußerst beeindruckt:

„…wovon das Original in der Villa Ludovisi steht… Es ist wie ein Gesang Homers.“

Er gelangte in den Besitz eines Abgusses, der in seiner Wohnung in Weimar den besten Platz bekam. Aber nach dem Tod des Kardinals im Jahr 1632 zeigten seine Erben kein großes Interesse für seine Antikensammlung; vielmehr wollten sie einen Teil der Kollektion versilbern. Hauptnutznießer wurde Ferdinando II. de’ Medici, der Großherzog von Toskana, der mehrere Werke erwarb, beispielsweise den heute in den Uffizi ausgestellten Hermaphroditen. Giambattista, ein Großneffe von Kardinal Ludovisi, erwies sich als besonders aktiv, was die Verschleuderung der Sammlung anbelangte, z. B., die des Sterbenden Galliers. Diese römische Kopie eines hellenistischen Werkes hatte wegen seiner künstlerischen Perfektion und seines ausdrucksvollen Pathos die Fantasie der gebildeten Italienbesucher beflügelt. Im Jahr 1689 gab Giambattista die Statue dem Prinzen Odescalchi für 1.650 Scudi zum Pfand aber sie fand nie ihren Weg zurück in die Sammlung Ludovisi; sie tauchte erst im Jahr 1737 wieder auf, als Papst Clemens XII. sie für die Musei Capitolini erwarb. Aber nach der Besatzung Roms durch die Franzosen im Jahr 1798 ließ Napoleon die Statue als Reparation nach Paris schaffen. Erst 1816 wurde sie an die Musei Capitolini zurückgegeben.
Im Jahr 1681 heiratete Ippolita Ludovisi Gregorio Boncompagni; aus dieser Verbindung gingen jedoch keine männlichen Erben hervor. Als ihre Tochter Maria Eleonora ihren Onkel Antonio Boncompagni heiratete, nahm die Familie den Namen Boncompagni-Ludovisi an. Die Villa, die Ludovico Ludovisi errichten ließ, blieb als Villa Ludovisi bekannt. Mit der Zeit erwarb die Familie weitere Grundstücke und bereicherte das Anwesen mit prachtvollen Bauwerken, schattigen Alleen und antiken Skulpturen. 1851 kam das letzte Stück dazu (an der Porta Salaria) und die Villa erstreckte sich von den heutigen Via di Porta Pinciana bis Piazza Fiume.

Ansichten aus dem 19. Jahrhundert und Kunstwerke
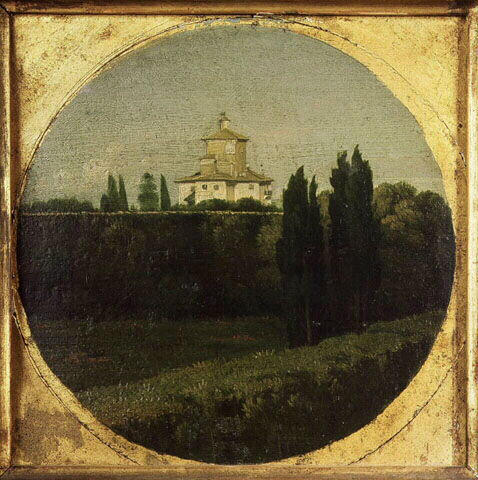
Ingres: Le casino de l'Aurore de la villa Ludovisi, 1806.
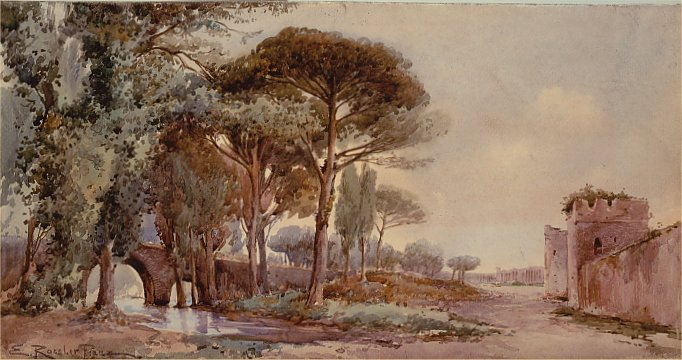
Der Garten der Villa und die Aurelianische Mauer in den frühen 1880er Jahren, Gemälde von Ettore Roesler Franz
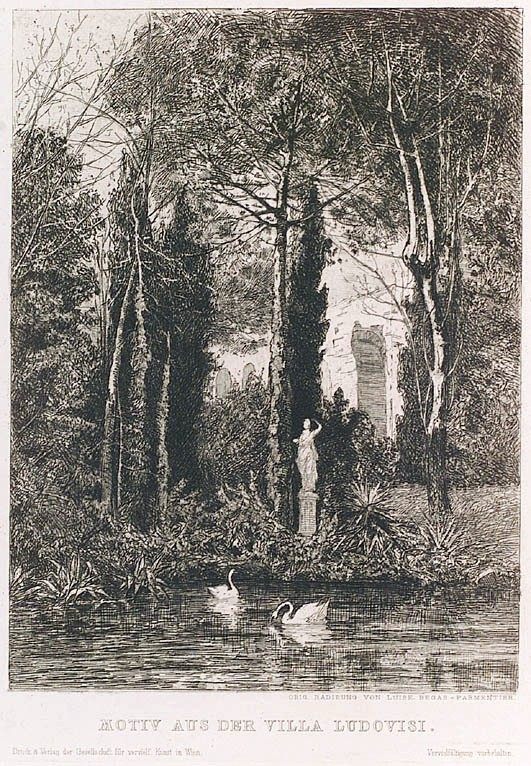
Der Garten der Villa, von Luise Begas-Parmentier
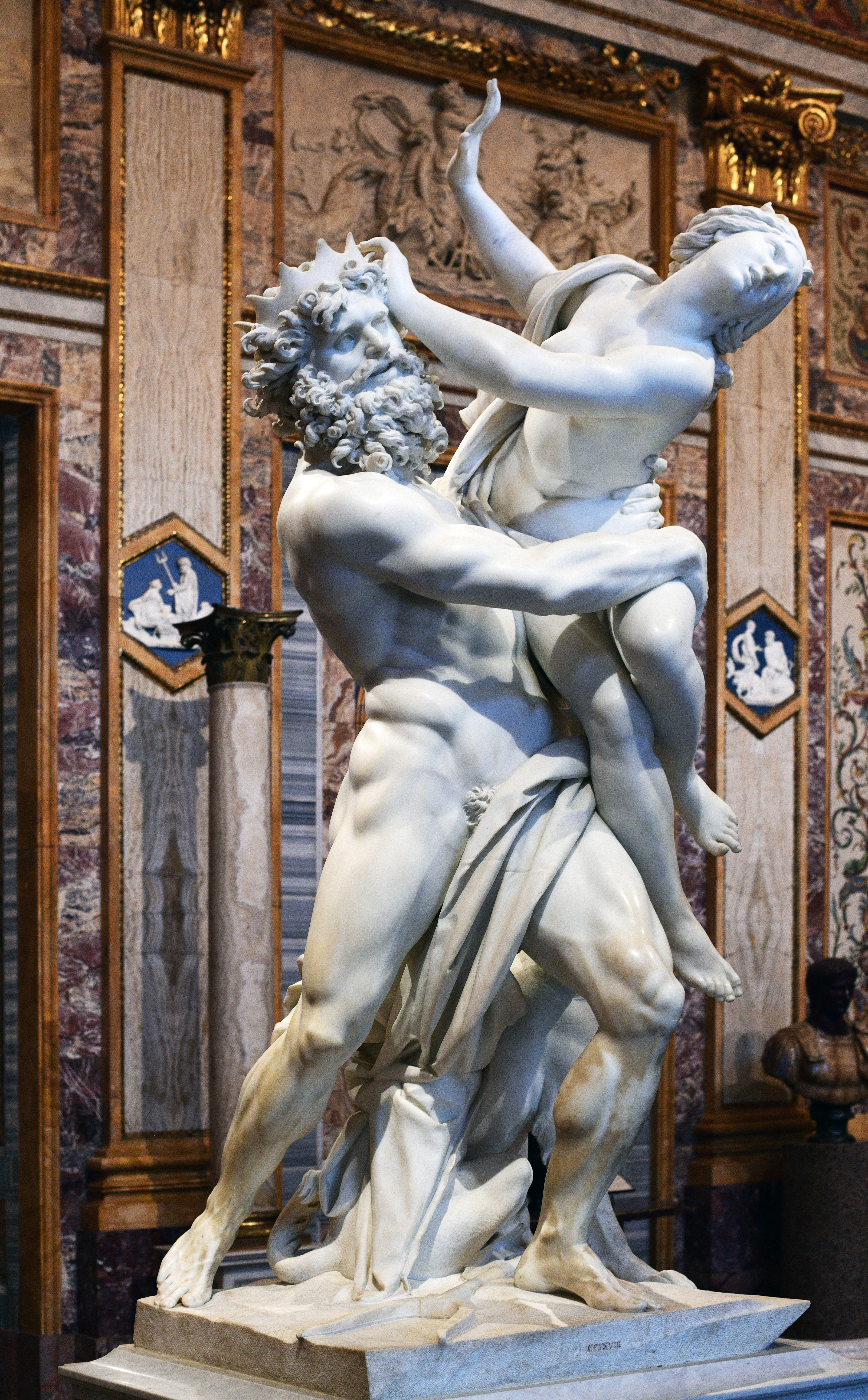
Gian Lorenzo Bernini: Raub der Persephone (1622), heute: Galleria Borghese, Rom
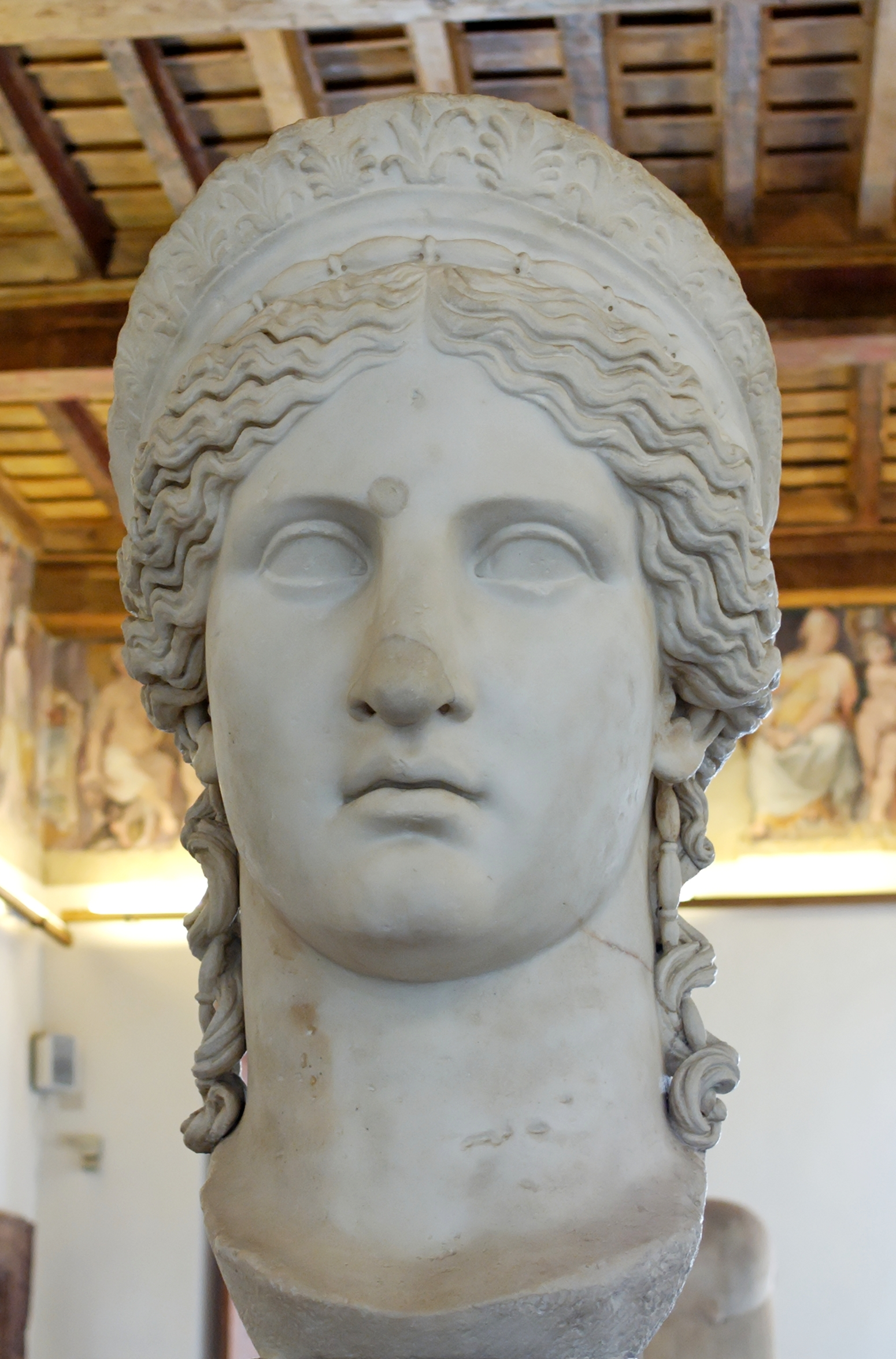
Juno Ludovisi, heute: Palazzo Altemps, Rom

## Die Zerstörung
Am 20. September 1870 drangen die Truppen der Savoyen durch die Porta Pia nach Rom vor und beendeten die jahrhundertelange päpstliche Dominanz. Als Rom 1871 zur italienischen Hauptstadt erhoben wurde, setzte ein regelrechter Bauboom ein, in dessen Verlauf das Tal zwischen Pincio und Quirinale zum größten Teil zugeschüttet und bebaut wurde. Im Jahr 1885 witterten die Boncompagni-Ludovisis ihre große Chance: Der Familienoberhaupt Rodolfo Boncompagni-Ludovisi und die Società Generale Immobiliare schlossen einen Vertrag mit der Stadt über die Teilung und Verwertung der betreffenden Grundstücke.

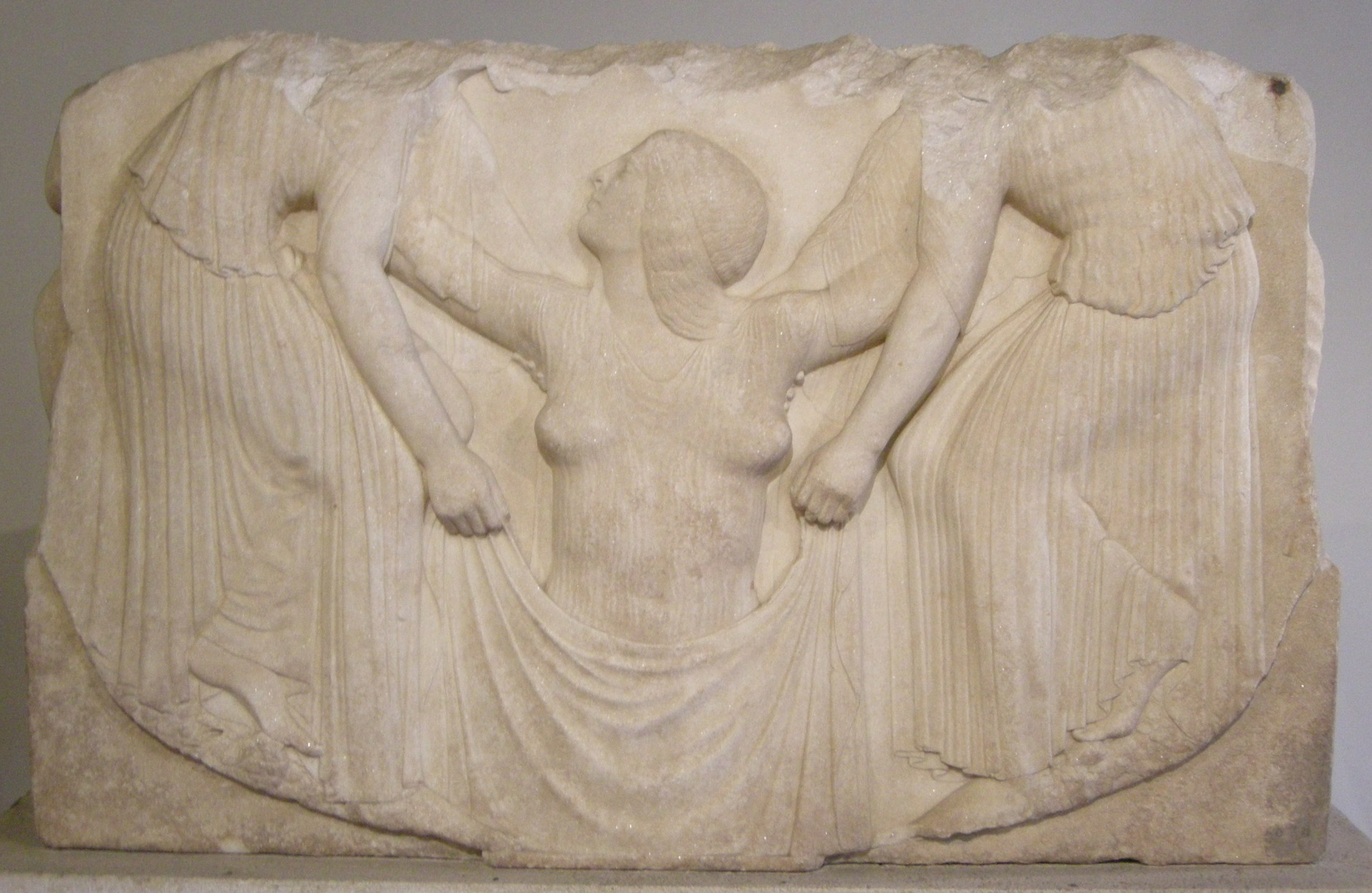
Ludovisischer Thron.
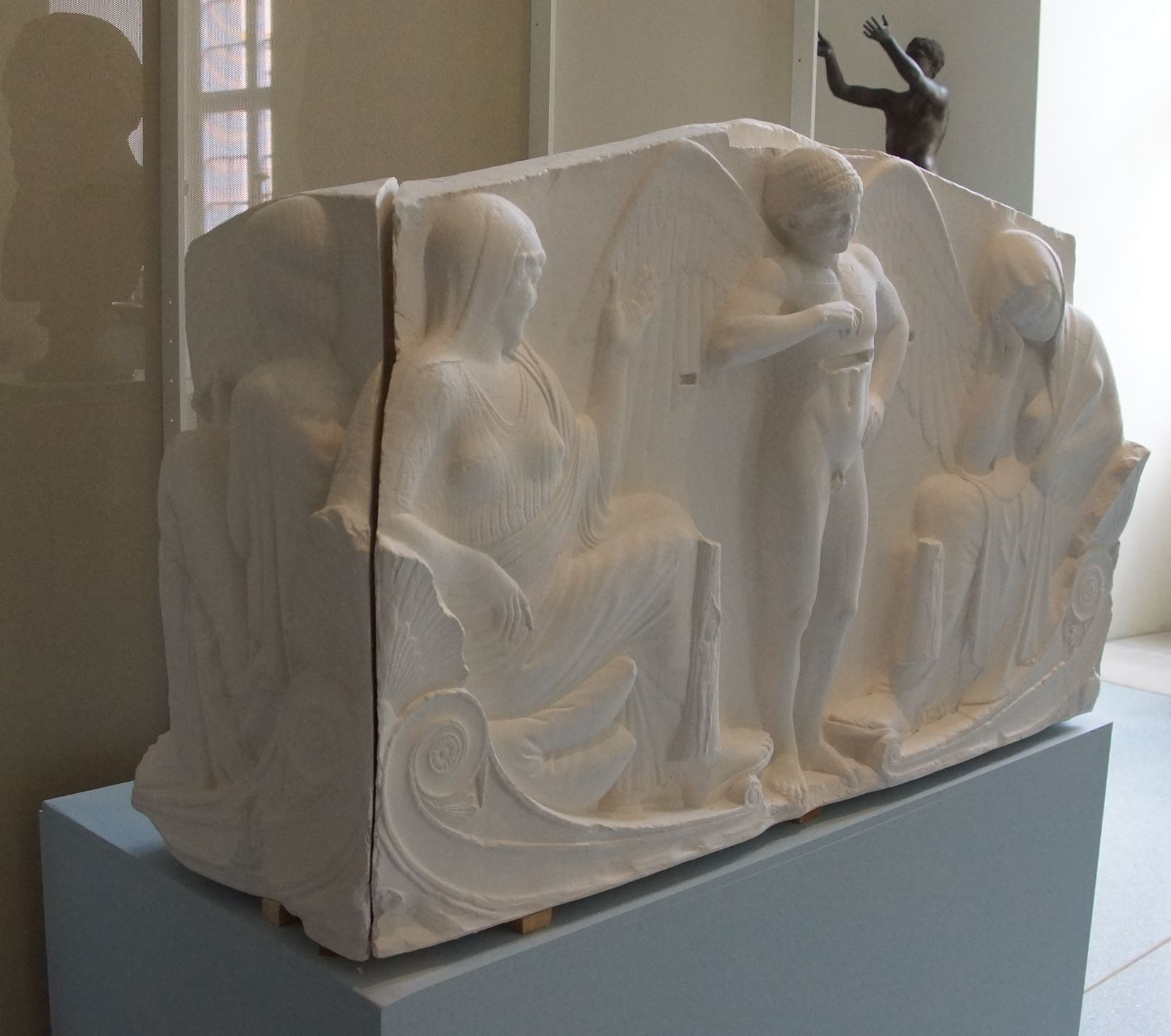
Der Bostoner Thron. Gipsabguss im Museum der Universität Tübingen, Abgußsammlung.

Im Mai 1885 ging es los mit der Zerstörung der Villa Ludovisi, obwohl der Bebauungsplan noch nicht einmal genehmigt war: Die Statuen, Vasen und Dekorationen wurden entfernt, eine große Anzahl von Bäumen entwurzelt. Es ist überliefert, dass Theodor Mommsen, als Prinz Boncompagni-Ludovisi ihm ein Album mit Fotos der zum Verschwinden bestimmten Villa Ludovisi schenken wollte, sich wunderte, dass

„die Ludovisis ihre eigene Schande fotografieren ließen.“

Aus der neuen Bebauung entstanden die heutigen Via Veneto und Via Boncompagni.
Bei den Arbeiten in der Villa Ludovisi wurde 1887 ein Relief mit der Geburt der Venus ausgegraben, das heute unter dem Namen Ludovisischer Thron bekannt ist. Im Jahr 1894 erschien auf dem Antiquariatsmarkt eine marmorne Brüstung, die heute als Bostoner Thron bekannt ist. Es wurde berichtet, dass die Brüstung im Gebiet der ehemaligen Villa Ludovisi gefunden wurde aber, auf Grund von Besitzunklarheiten (gehörte die Brüstung der Stadt oder der Boncompagni-Ludovisi?) wurde der Fundort geheim gehalten. Nach einer Reihe von Ereignissen landete sie erst 1909 im Boston Museum of Fine Arts. Über die Echtheit des Stückes wird noch heute gestritten.
Der Casino dell’Aurora  wurde 1872 für zwei Jahre an den italienischen König Viktor Emanuel II. vermietet, der dort seine Geliebte und spätere zweite Ehefrau Rosa Vercellana unterbrachte.
Don Rodolfo Boncompagni-Ludovisi, Prinz von Piombino, ließ sich vom Architekt Gaetano Koch einen neuen Palast in der Via Veneto bauen, genau zwischen dem alten Palazzo Grande, der noch in Besitz der Familie war, und der Straße. Der Bau wurde als Palazzo Piombino bekannt. Aber die finanzielle Lage der Familie hatte sich in der Zwischenzeit rapide verschlechtert und 1892, gerade 18 Monate nach ihrem Einzug, musste die Familie die neue Residenz verlassen, die Eigentum der Banca d’Italia wurde. Nach der Ermordung von König Umberto I. im Jahr 1900 wurde der Palazzo Piombino zur Residenz seiner Witwe, Königin Margherita. Daraus leitete sich der heutige Name des Gebäudes, Palazzo Margherita, ab, das später zur Botschaft der Vereinigten Staaten wurde.

## Gegenwart
Von der großen Ludovisi-Parkanlage blieben nur der Palazzo Grande (versteckt hinter dem Palazzo Margherita, der ebenfalls Teil der US-Botschaft ist) und das Casino dellʼAurora, wobei letzteres hinter den hohen Mauern und Bäumen der Via Lombardia kaum zu sehen ist. Für die Stücke der Sammlung Ludovisi interessierten sich viele ausländische Sammler. Der Ende des 19. Jahrhunderts gegründete neue italienische Staat versuchte von diesen Schätzen soviel zu retten wie möglich. Es wurden Verhandlungen mit Don Rodolfo Boncompagni-Ludovisi über den Kauf der gesamten Kollektion eingeleitet, aber 1901 kaufte der Staat den Boncompagni-Ludovisis nur die wichtigsten 104 Stücke der Kollektion für eine Summe von 1.400.000 Lire ab. Sie sind heute im Museo Nazionale Romano in Palazzo Altemps ausgestellt.
Der Tod des Prinzen Nicolò im Jahr 2018 löste einen Erbstreit zwischen der seiner Witwe, der Prinzessin Rita Jenrette Boncompagni-Ludovisi, und den Kindern des Prinzen aus dessen erster Ehe ausgelöst, der zur Zwangsversteigerung des Casinos und seiner wertvollen Werke führte. Allein das Deckengemälde Caravaggios wird im Wert auf ca. 400 Millionen Euro geschätzt. Drei Versteigerungen scheiterten bis Ende 2022. Die Erben haben sich jetzt darauf geeinigt, die Immobilie zum Verkauf anzubieten und einen privaten Makler damit zu beauftragen.